# 卡欣鄉

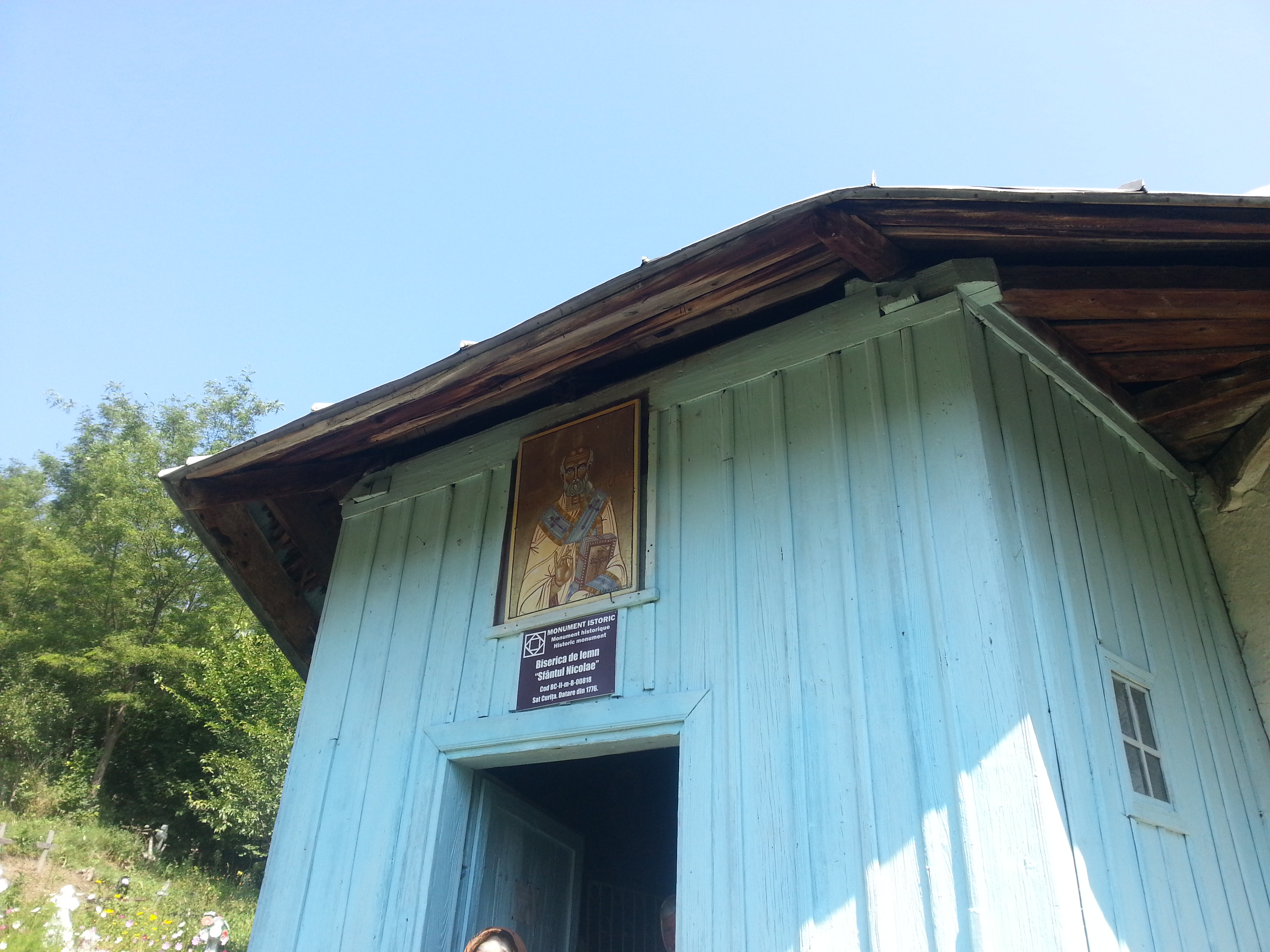
卡欣鄉

46°12′N 26°45′E / 46.200°N 26.750°E
卡欣鄉（羅馬尼亞語：Comuna Cașin, Bacău），是羅馬尼亞的鄉份，位於該國東北部，由巴克烏縣負責管轄，面積38平方公里，海拔高度254米，2007年人口4,073，人口密度每平方公里107人。